# Chengtang (köpinghuvudort i Kina, Jiangxi Sheng, lat 28,42, long 114,91)
Chengtang är en köpinghuvudort i Kina. Den ligger i provinsen Jiangxi, i den sydöstra delen av landet, omkring 99 kilometer väster om provinshuvudstaden Nanchang. Antalet invånare är 18 503. Befolkningen består av 8 712 kvinnor och 9 791 män. Barn under 15 år utgör 21,0 %, vuxna 15-64 år 69 %, och äldre över 65 år 8,0 %.
Runt Chengtang är det tätbefolkat, med 266 invånare per kvadratkilometer. Närmaste större samhälle är Xinchang, 13,5 km väster om Chengtang. I omgivningarna runt Chengtang växer huvudsakligen savannskog.
Genomsnittlig årsnederbörd är 2 214 millimeter. Den regnigaste månaden är maj, med i genomsnitt 382 mm nederbörd, och den torraste är oktober, med 45 mm nederbörd.